# قائمة حلقات ثندربيردز انطلق (مسلسل 2015)
هذه قائمة حلقات مسلسل رسوم متحركة ثلاثي الأبعاد ثندربيردز أنطلق (مسلسل 2015) من إنتاج أي تيفي ستوديوز بدأ عرضه في الـ4 من أبريل 2015 في  المملكة المتحدة وفي الـ12 من أبريل 2015 في  الولايات المتحدة
- في الـ24 من يناير 2016 وصل عدد حلقاته إلى 26 حلقة

## نظرة عامة
| رقم الموسم | عدد الحلقات | تاريخ بداية البث المملكة المتحدة | تاريخ نهاية البث | تاريخ بداية البث الولايات المتحدة | تاريخ نهاية البث | تاريخ بداية البث الوطن العربي | تاريخ نهاية البث |
| ---------- | ----------- | -------------------------------- | ---------------- | --------------------------------- | ---------------- | ----------------------------- | ---------------- |
| 1          | 26          | 04 أبريل 2015                    | 23 يناير 2016    | 12 أبريل 2015                     | 24 يناير 2016    | أغسطس 2015                    | 10 فبراير 2016   |
| 2          | 26          | قريبا                            | قريبا            | قريبا                             | قريبا            | قريبا                         | قريبا            |
| 3          | 26          | قريبا                            | قريبا            | قريبا                             | قريبا            | قريبا                         | قريبا            |

## الحلقات

### الموسم 1 (2015-2016)
| رقم | اسم الحلقة           | تاريخ البث المملكة المتحدة | تاريخ البث الولايات المتحدة | تاريخ البث الوطن العربي |
| --- | -------------------- | -------------------------- | --------------------------- | ----------------------- |
| 1   | حزام النار (الجزء 1) | 04 أبريل 2015              | 12 أبريل 2015               | أغسطس 2015              |
| 2   | حزام النار (الجزء 2) | 04 أبريل 2015              | 12 أبريل 2015               | أغسطس 2015              |
| 3   | سباق الفضائي         | 11 أبريل 2015              | 19 أبريل 2015               | اغسطس 2015              |
| 4   | طريق مختصر           | 18 أبريل 2015              | 26 أبريل 2015               | أغسطس 2015              |
| 5   | فاير فلاش            | 25 أبريل 2015              | 03 مايو 2015                | أغسطس 2015              |
| 6   | انقطاع الكهرباء      | 02 مايو 2015               | 10 مايو 2015                | أغسطس 2015              |
| 7   | الإندفاع السريع      | 09 مايو 2015               | 17 مايو 2015                | 17 يناير 2016           |
| 8   | اييوس                | 16 مايو 2015               | 24 مايو 2015                | 18 يناير 2016           |
| 9   | المقلاع              | 23 مايو 2015               | 31 مايو 2015                | 19 يناير 2016           |
| 10  | إضاعة الوقت          | 24 مايو 2015               | 07 يونيو 2015               | قريبا                   |
| 11  | نحو السماء           | 06 يونيو 2015              | 14 يونيو 2015               | 20 يناير 2016           |
| 12  | تحت الضغط            | 13 يونيو 2015              | 21 يونيو 2015               | 21 يناير 2016           |
| 13  | معدن ثقيل            | 20 يونيو 2015              | 28 يونيو 2015               | 22 يناير 2016           |
| 14  | سقوط سكايز           | 31 أكتوبر 2015             | 01 نوفمبر 2015              | 25 يناير 2016           |
| 15  | البقايا              | 07 نوفمبر 2015             | 08 نوفمبر 2015              | 26 يناير 2016           |
| 16  | الانهيار             | 14 نوفمبر 2015             | 15 نوفمبر 2015              | 27 يناير 2016           |
| 17  | انطلق وبسرعة         | 21 نوفمبر 2015             | 22 نوفمبر 2015              | 28 يناير 2016           |
| 18  | اعادة الشحن          | 28 نوفمبر 2015             | 29 نوفمبر 2015              | 29 يناير 2016           |
| 19  | الاستخراج            | 05 ديسمبر 2015             | 06 ديسمبر 2015              | 01 فبراير 2016          |
| 20  | هيكس بريت            | 12 ديسمبر 2015             | 13 ديسمبر 2015              | 02 فبراير 2016          |
| 21  | مطاردة المذنب        | 19 ديسمبر 2015             | 20 ديسمبر 2015              | 03 فبراير 2016          |
| 22  | السائق الخاص         | 26 ديسمبر 2015             | 27 ديسمبر 2015              | 04 فبراير 2016          |
| 23  | دروس القيادة         | 02 يناير 2016              | 03 يناير 2016               | 05 فبراير 2016          |
| 24  | المس واذهب           | 09 يناير 2016              | 10 يناير 2016               | 08 فبراير 2016          |
| 25  | السرية               | 16 يناير 2016              | 17 يناير 2016               | 09 فبراير 2016          |
| 26  | التراث               | 23 يناير 2016              | 24 يناير 2016               | 10 فبراير 2016          |